# Cholesterinester-Speicherkrankheit
Die Cholesterinester-Speicherkrankheit, CESD (von engl.: Cholesteryl Ester Storage Disease), ist eine äußerst seltene autosomal-rezessiv vererbte lysosomale Speicherkrankheit.

## Ätiologie und Genetik
Ein Defekt im Enzym lysosomale saure Lipase (LAL = lysosomal acid lipase) führt bei den betroffenen Patienten zu einer Anreicherung (Speicherung) von Cholesterin-Estern und Triglyceriden. Das Gen, das für die saure Lipase kodiert, liegt auf Chromosom 10 Genlocus q23.2-23.3. Es besteht aus zehn Exons. Nonsense- und Missense-Mutationen, sowie Frameshifts und das Auslassen von Exons, können zu einer Reduzierung der Aktivität des Genproduktes führen.
Durch die verminderte Aktivität der lysosomalen sauren Lipase können kaum noch Lipide aus dem Lysosom in das Zytoplasma gelangen. Dadurch ist der Regelkreis für die Regulation der intrazellulären Cholesterol-Konzentration unterbrochen. Die niedrige intrazelluläre Konzentration an Cholesterol führt wiederum zu einem Hochregulieren der endogenen Synthese von Cholesterol und der LDL-Rezeptoraktivität. Das Lysosom nimmt das endozytierte Cholesterol auf. Durch die endogene Cholesterolsynthese werden die Zellen mit Cholesterol überladen, wodurch sich Lipidvakuolen bilden. Diese bewirken einen Funktionsverlust der Zellen, eine Fibrosierung und letztlich den Zelltod.
Im Gegensatz zur Wolman-Krankheit, die die gleiche genetische Ursache hat und die stets mit einer infausten Prognose verbunden ist, verläuft die Cholesterinester-Speicherkrankheit erheblich milder. Bei der CESD ist noch eine Restaktivität der lysosomalen sauren Lipase vorhanden. Diese Restaktivität ist ausreichend, um den Cholesterol-Ester-Abbau – mit Ausnahme der Leber – zu bewerkstelligen. Bei beiden Krankheiten ist das gleiche Gen betroffen, lediglich unterschiedliche Bereiche im LAL-Gen sind mutiert. Im einen Fall (bei der Wolman-Krankheit) führt dies zum völligen Verlust der Enzymaktivität, im anderen Fall (bei der Cholesterinester-Speicherkrankheit) nur zu einer Reduzierung der Enzymaktivität.
Der Gendefekt wird autosomal-rezessiv vererbt.

## Symptomatik und Diagnose
Die Cholesterinester-Speicherkrankheit wird häufig erst nach dem 18. Lebensjahr diagnostiziert. Die Patienten weisen eine hohe Akkumulation an Lipiden in verschiedenen Organen auf und haben eine ausgeprägte Hypercholesterinämie. Die HDL-Cholesterol-Konzentration ist dagegen erniedrigt. Das Risiko für eine Arteriosklerose ist entsprechend stark erhöht. Leber und Milz sind vergrößert (Hepatosplenomegalie).
Eine sichere Diagnose kann nach der Bestimmung der Enzymaktivität gestellt werden. Hierzu wurde von Hamilton et al ein einfaches Verfahren beschrieben, das die Bestimmung der Enzymaktivität aus auf Filterpapier getrockneten Blutstropfen erlaubt.

## Prävalenz
Die Cholesterinester-Speicherkrankheit ist äußerst selten. Die Prävalenz wird auf 1:700.000 geschätzt.

## Therapie
Es gab bis vor Kurzem keine kausale Therapie für die Cholesterinester-Speicherkrankheit. Die Behandlung erfolgte bislang symptomatisch, beispielsweise durch die Gabe von HMG-CoA-Reduktase-Hemmern, Inhibitoren der Cholesterin- oder der Apolipoprotein-B-Synthese.
Verschiedene klinische Programme haben in den  letzten Jahren erfolgreich zur Entwicklung von Enzym-Ersatz-Therapien für verschiedene lysosomale Speicherkrankheiten geführt.  Das betroffene Enzym wird regelmäßig von extern zugeführt und kann die Symptomatik umkehren oder mindern.
Es gab mehrere Studien zur Enzym-Ersatztherapie bei CESD und Morbus Wolman. In diesen konnte die Wirksamkeit der Therapie belegt werden, wobei die Probandenzahlen jedoch relativ klein waren.
Auf der Basis dieser Studien wurde im Herbst 2015 ein Medikament zur Behandlung der Cholesterinester-Speicherkrankheit und des Morbus Wolman in USA und Europa zugelassen. Es handelt sich dabei um eine rekombinant in Hühnereiern hergestellte Form der humanen lysosomalen sauren Lipase, die als „Sebelipase alfa“ bezeichnet wird.  Das Medikament wird von Alexion hergestellt und unter dem Markennamen Kanuma vertrieben.